# Palladio
«Palladio» — композиція Карла Дженкінса для струнного оркестру написана в 1995 році. Твір має три частини і написаний в жанрі «concerto grosso».

## Історія
Мотив першої частини, «Allegretto», був використаний у рекламі «De Beers», «Діамант це назавжди» (англ. A Diamond Is Forever), 1993 року. Після цього Дженкінс закінчив сюїту з трьох частин у жанрі «concerto grosso» для струнного оркестру, і назвав роботу «Palladio», в шану архітектора Ренесансу.
Твір був виданий у 1996 році видавництвом «Boosey & Hawkes». Виконання композиції займає 16 хвилин. Композитор зазначив у замітках:
|  | Натхнення на «Palladio» прийшло від італійського архітектора шістнадцятого століття Андреа Палладіо, чия робота втілює виславляння гармонії і порядку Ренесансу. Дві ознаки Палладіо — це математична гармонія і архітектурні елементи античності, філософія, яка, я думаю, відзеркалює мій власний підхід до компонування. Першу частину я адаптував і використав для композиції «Тіні» реклами «Діамант це назавжди» для світової кампанії. Середню частину з того часу я переписав для двох жіночих голосів і струнного оркестру, як можна почути в «Cantus Insolitus» з моєї роботи «Songs of Sanctuary». Оригінальний текст (англ.) Palladio was inspired by the sixteenth-century Italian architect Andrea Palladio, whose work embodies the Renaissance celebration of harmony and order. Two of Palladio's hallmarks are mathematical harmony and architectural elements borrowed from classical antiquity, a philosophy which I feel reflects my own approach to composition. The first movement I adapted and used for the 'Shadows' A Diamond is Forever television commercial for a worldwide campaign. The middle movement I have since rearranged for two female voices and string orchestra, as heard in Cantus Insolitus from my work Songs of Sanctuary. |

«Гармонійні пропорції і математика» відіграють роль як в музиці, так і в архітектурі. Архітектор Відродження Палладіо ґрунтував свої проєкти на моделях античного Риму і особливо вивчав виміри Вітрувія. Дженкінс у свою чергу ґрунтував музику на «гармонічних математичних принципах» Палладіо.
Музика, особливо перша частина, була аранжована для різних ансамблів, в тому числі для духового квінтету і духового оркестру. Дженкінс зробив варіант для фортепіано і використав мотив першої частини для арії «Exultate jubilate», пов'язаної з його днем народження.

## Структура
Композиція з трьох частин і написана для струнного оркестру.
1. Allegretto
2. Largo
3. Vivace

## Запис
«Palladio» записаний на диску «Diamond Music» 1996 року, зіграний Лондонським філармонічним оркестром, яким диригував композитор. Диск також включає іншу музику Дженкінса, включно з варіаціями «Adiemus». Перша частина з'являється в інших колекціях, як-от «Karl Jenkins & Adiemus: The Essential Collection».